# Ruža
Ruža (lat. Rosa) ili prave ruže je naziv za rod višegodišnjeg drvenastog bilja iz porodice Ružovki (Rosaceae). Rod je smješten u vlastiti tribus i dio je potporodice Rosoideae
U uzgoju i kultivaciji nalaze se vrste, hibridi i kultivari koji variraju od minijaturnih do grmova koji prekrivaju površine stotine kvadratnih metara.

## Etimologija
Ime ruža dolazi od latinskog rosa, koje je možda posuđeno iz oskičkog, a on iz grčkog ῥόδον rhódon (eolski βρόδον wródon), koje je opdet posuđeno iz staroperzijskog wrd- (wurdi), povezano s avestijskim varəδa, sogdijskim ward i partskim wâr. 

## Opći opis
Ruže su drvenaste višegodišnje cvjetnica iz roda Rosa, iz porodice Rosaceae, a ruža je i cvijet koji on a nosi. Postoji više od tri stotine vrsta i deseci tisuća kultivara. Oni čine skupinu biljaka koje mogu biti uspravni grmovi ili penjačice, sa stabljikama koje su često naoružane oštrim bodljama. Njihovi cvjetovi variraju u veličini i obliku i obično su veliki i upadljivi, u rasponu boja od bijele do žute i crvene. Većina vrsta porijeklom je iz Azije, a manji broj vrsta porijeklom je iz Europe, Sjeverne Amerike i sjeverozapadne Afrike. Vrste, kultivari i hibridi naširoko se uzgajaju zbog svoje ljepote i često su mirisni. Ruže su stekle kulturno značenje u mnogim društvima. Biljke ruža variraju u veličini od kompaktnih, minijaturnih ruža do penjačica koje mogu doseći sedam metara visine. Različite vrste lako se hibridiziraju, a to je korišteno u razvoju širokog spektra vrtnih ruža.

## Ukrasne biljke
Većina ukrasnih ruža su hibridi koji su uzgojeni zbog svojih cvjetova. Nekoliko vrsta ruža uzgaja se zbog atraktivnog ili mirisnog lišća (kao što su Rosa glauca i Rosa rubiginosa), ukrasnog trnja (kao što je Rosa sericea) ili zbog njihovih upadljivih plodova (kao što je Rosa moyesii). Ukrasne ruže uzgajaju se tisućljećima, s najranijim poznatim uzgojem koji datira iz najmanje 500. godine prije Krista u mediteranskim zemljama, Perziji i Kini. Procjenjuje se da je 30 do 35 tisuća hibrida i kultivara ruža uzgojeno i odabrano za vrtnu upotrebu kao cvjetnice. Većina ih ima dvostruke cvjetove s mnogim ili svim prašnicima koji su se pretvorili u dodatne latice. Početkom 19. stoljeća francuska carica Josephine pokroviteljila je razvoj uzgoja ruža u svojim vrtovima u Malmaisonu. Još davne 1840. godine kolekcija koja je brojala preko tisuću različitih kultivara, sorti i vrsta bila je moguća kada je rasadnik Loddiges posadio rozarij za groblje Abney Park, ranoviktorijansko vrtno groblje i arboretum u Engleskoj.

## Upotreba
Ruže su popularna kultura za domaće i komercijalno rezano cvijeće. Općenito se beru i režu u pupoljku i drže u rashlađenim uvjetima dok ne budu spremni za izlaganje na prodajnom mjestu. U umjerenoj klimi rezane ruže se često uzgajaju u staklenicima, au toplijim zemljama mogu se uzgajati i pod pokrovom kako bi se osiguralo da cvijeće ne bude oštećeno vremenskim prilikama i da se može učinkovito provoditi kontrola štetočina i bolesti. Značajne količine uzgajaju se u nekim tropskim zemljama i otpremaju se zračnim putem na tržišta diljem svijeta. Neke vrste ruža su umjetno obojene pomoću obojene vode, poput duginih ruža.

## Vrste
1. Rosa abietina Gren.
2. Rosa abrica Khat. & Koobaz
3. Rosa abutalybovii Gadzh.
4. Rosa abyssinica R. Br.
5. Rosa acicularis Lindl.
6. Rosa adenophylla Galushko
7. Rosa agnesii Ker.-Nagy
8. Rosa agrestis Savi
9. Rosa alabukensis Tkatsch.
10. Rosa alberti Regel
11. Rosa alexeenkoi Crép. ex Juz.
12. Rosa altidaghestanica Husseinov
13. Rosa arabica (Crép. ex Boiss.) Déségl.
14. Rosa arensii Juz. & Galushko
15. Rosa arkansana Port. & Coult.
16. Rosa arvensis Huds.
17. Rosa awarica Husseinov
18. Rosa baitagensis Kamelin & Gubanov
19. Rosa baiyushanensis Q. L. Wang
20. Rosa balakhtensis Stepanov
21. Rosa balcarica Galushko
22. Rosa balsamica Besser
23. Rosa banksiae R. Br. ex Aiton
24. Rosa banksiopsis Baker
25. Rosa barbeyi Boulenger
26. Rosa beauvaisii Cardot
27. Rosa beggeriana Schrenk
28. Rosa bella Rehder & E. H. Wilson
29. Rosa bellicosa Nevski
30. Rosa biebersteiniana Tratt.
31. Rosa blanda Aiton
32. Rosa boissieri Crép.
33. Rosa bracteata H. L. Wendl.
34. Rosa bridgesii Crép. ex Rydb.
35. Rosa brunonii Lindl.
36. Rosa bugensis Chrshan.
37. Rosa buschiana Chrshan.
38. Rosa caesia Sm.
39. Rosa calantha Tkatsch.
40. Rosa calcarea Lipsch. & Sumnev.
41. Rosa californica Cham. & Schltdl.
42. Rosa calyptopoda Cardot
43. Rosa canina L.
44. Rosa carolina L.
45. Rosa caryophyllacea Besser
46. Rosa caudata Baker
47. Rosa chavinii Rapin ex Reut.
48. Rosa chengkouensis T. T. Yu & T. C. Ku
49. Rosa chinensis Jacq.
50. Rosa clinophylla Thory
51. Rosa collettii Crép.
52. Rosa corymbifera Borkh.
53. Rosa corymbulosa Rolfe
54. Rosa cuneicarpa Galushko & Bagath. ex Buzunova
55. Rosa cziragensis Husseinov
56. Rosa daishanensis T. C. Ku
57. Rosa darginica Husseinov
58. Rosa davidii Crép.
59. Rosa davurica Pall.
60. Rosa demetrii Chrshan.
61. Rosa deqenensis T. C. Ku
62. Rosa derongensis T. C. Ku
63. Rosa diacantha Chrshan.
64. Rosa diplodonta Dubovik
65. Rosa dolichocarpa Galushko
66. Rosa doluchanovii Manden.
67. Rosa donetzica Dubovik
68. Rosa dsharkenti Chrshan.
69. Rosa dubovikiae Mironova
70. Rosa dumalis Bechst.
71. Rosa duplicata T. T. Yu & T. C. Ku
72. Rosa ecae Aitch.
73. Rosa elymaitica Boiss. & Hausskn.
74. Rosa ermanica Manden.
75. Rosa facsarii Ker.-Nagy
76. Rosa fargesiana Boulenger
77. Rosa farreri Stapf ex Stearn
78. Rosa filipes Rehder & E. H. Wilson
79. Rosa foetida Herrm.
80. Rosa foliolosa Nutt. ex Torr. & A. Gray
81. Rosa forrestiana Boulenger
82. Rosa freitagii Ziel.
83. Rosa fujisanensis (Makino) Makino
84. Rosa gadzhievii Chrshan. & Iskend.
85. Rosa gallica L.
86. Rosa galushkoi Demurova
87. Rosa geninae Juz.
88. Rosa giraldii Crép.
89. Rosa glabrifolia C. A. Mey. ex Rupr.
90. Rosa glandulicaulis Uyeki
91. Rosa glauca Pourr.
92. Rosa glomerata Rehder & E. H. Wilson
93. Rosa gorenkensis Besser
94. Rosa graciliflora Rehder & E. H. Wilson
95. Rosa grubovii Buzunova
96. Rosa gulczensis Tkatsch.
97. Rosa gymnocarpa Nutt. ex Torr. & A. Gray
98. Rosa heckeliana Tratt.
99. Rosa helenae Rehder & E. H. Wilson
100. Rosa hemisphaerica Herrm.
101. Rosa henryi Boulenger
102. Rosa hezhangensis T. L. Xu
103. Rosa hirtissima Lonacz.
104. Rosa hirtula (Regel) Nakai
105. Rosa hohuanlinparvifolia S. S. Ying
106. Rosa hugonis Hemsl.
107. Rosa iberica Steven
108. Rosa iljinii Chrshan. ex Gadzh.
109. Rosa indica L.
110. Rosa inodora Fr.
111. Rosa irinae Demurova
112. Rosa irysthonica Manden.
113. Rosa isaevii Gadzh. & Iskend.
114. Rosa issyksuensis Tkatsch.
115. Rosa jaroschenkoi Gadzh. & Iskend.
116. Rosa juzepczukiana Vassilcz.
117. Rosa kamelinii Husseinov
118. Rosa karaalmensis Tkatsch.
119. Rosa karjaginii Sosn.
120. Rosa kazarjanii Sosn.
121. Rosa khasautensis Galushko
122. Rosa kokanica (Regel) Regel ex Juz.
123. Rosa kokijrimensis Tkatsch.
124. Rosa komarovii Sosn.
125. Rosa koreana Kom.
126. Rosa kuhitangi Nevski
127. Rosa kujmanica Golitsin
128. Rosa kunmingensis T. C. Ku
129. Rosa kwangtungensis T. T. Yu & H. T. Tsai
130. Rosa kweichowensis T. T. Yu & T. C. Ku
131. Rosa laevigata Michx.
132. Rosa langyashanica D. C. Zhang & J. Z. Shao
133. Rosa lasiosepala F. P. Metcalf
134. Rosa laxa Retz.
135. Rosa lecomtei Boulenger
136. Rosa leschenaultiana (Thory) Wight & Arn.
137. Rosa lichiangensis T. T. Yu & T. C. Ku
138. Rosa longicuspis Bertol.
139. Rosa longshoushanica L. Q. Zhao & Y. Z. Zhao
140. Rosa lucidissima H. Lév.
141. Rosa lucieae Franch. & Rochebr.
142. Rosa ludingensis T. C. Ku
143. Rosa machailensis K. Singh, Harsh Singh, Y. P. Sharma & Gairola
144. Rosa macrophylla Lindl.
145. Rosa mairei H. Lév.
146. Rosa majalis Herrm.
147. Rosa mandenovae Gadzh.
148. Rosa manshurica Buzunova
149. Rosa marginata Wallr.
150. Rosa maximowicziana Regel
151. Rosa memoryae W. H. Lewis
152. Rosa mesatlantica H. Lindb.
153. Rosa micrantha Borrer ex Sm.
154. Rosa microdenia N. V. Mironova
155. Rosa minutifolia Parry
156. Rosa miyiensis T. C. Ku
157. Rosa montana Chaix
158. Rosa morrisonensis Hayata
159. Rosa moschata Herrm.
160. Rosa moyesii Hemsl. & E. H. Wilson
161. Rosa multibracteata Hemsl. & E. H. Wilson
162. Rosa multiflora Thunb.
163. Rosa murielae Rehder & E. H. Wilson
164. Rosa nipponensis Crép.
165. Rosa nitida Willd.
166. Rosa nutkana C. Presl
167. Rosa obtegens Galushko
168. Rosa obtusifolia Desv.
169. Rosa obtusiuscula Rydb.
170. Rosa omeiensis Rolfe
171. Rosa onoei Makino
172. Rosa orientalis A. Dupont ex Ser.
173. Rosa osmastonii Rawat & Pangtey
174. Rosa ossethica Manden.
175. Rosa oxyacantha M. Bieb.
176. Rosa oxyodon Boiss.
177. Rosa palustris Marshall
178. Rosa paniculigera (Makino ex Koidz.) Momiy.
179. Rosa pendulina L.
180. Rosa persetosa Rolfe
181. Rosa persica Michx. ex J. F. Gmel.
182. Rosa phoenicia Boiss.
183. Rosa pinetorum A. Heller
184. Rosa pinnatifolia N. V. Mironova
185. Rosa pinnatisepala T. C. Ku
186. Rosa pisiformis (Christ) Sosn.
187. Rosa pisocarpa A. Gray
188. Rosa platyacantha Schrenk
189. Rosa pocsii Ker.-Nagy
190. Rosa popovii Chrshan.
191. Rosa potentilliflora Chrshan. & Popov
192. Rosa pouzinii Tratt.
193. Rosa praelucens Bijh.
194. Rosa praetermissa Galushko
195. Rosa prattii Hemsl.
196. Rosa pricei Hayata
197. Rosa prilipkoana Sosn.
198. Rosa primula Boulenger
199. Rosa prokhanovii Galushko
200. Rosa pseudobanksiae T. T. Yu & T. C. Ku
201. Rosa pseudoscabriuscula (R. Keller) Henker & G. Schulze
202. Rosa pubicaulis Galushko
203. Rosa pulverulenta M. Bieb.
204. Rosa rhaetica Gremli
205. Rosa roopiae Lonacz.
206. Rosa roxburghii Tratt.
207. Rosa rubiginosa L.
208. Rosa rubus H. Lév. & Vaniot
209. Rosa rugosa Thunb.
210. Rosa russanovii Tkatsch.
211. Rosa sambucina Koidz.
212. Rosa saturata Baker
213. Rosa saundersiae Rolfe
214. Rosa schrenkiana Crép.
215. Rosa sempervirens L.
216. Rosa serafinii Viv.
217. Rosa sergievskiana Polozhij & Prozorova
218. Rosa sericea Lindl.
219. Rosa sertata Rolfe
220. Rosa setigera Michx.
221. Rosa shangchengensis T. C. Ku
222. Rosa shaolinchiensis S. S. Ying
223. Rosa sherardii Davies
224. Rosa sikangensis T. T. Yu & T. C. Ku
225. Rosa sinobiflora T. C. Ku
226. Rosa smoljanensis Popova
227. Rosa sogdiana Tkatsch.
228. Rosa soulieana Crép.
229. Rosa spinosissima L.
230. Rosa spithamea A. Gray
231. Rosa stellata Wooton
232. Rosa stylosa Desv.
233. Rosa subcanina (Christ) Dalla Torre & Sarnth.
234. Rosa subcollina (Christ) Vuk.
235. Rosa sweginzowii Koehne
236. Rosa taiwanensis Nakai
237. Rosa taronensis T. T. Yu
238. Rosa teberdensis Chrshan.
239. Rosa terscolensis Galushko
240. Rosa tianschanica Juz.
241. Rosa tibetica T. T. Yu & T. C. Ku
242. Rosa tlaratensis Husseinov
243. Rosa tomentosa Sm.
244. Rosa tomurensis L. Luo, C. Yu & Q. X. Zhang
245. Rosa tonquinensis Crép.
246. Rosa transcaucasica Manden.
247. Rosa transmorrisonensis Hayata
248. Rosa transturkestanica N. F. Russanov
249. Rosa tsinglingensis Pax & K. Hoffm.
250. Rosa turcica Rouy
251. Rosa turkestanica Regel
252. Rosa uniflora Galushko
253. Rosa uniflorella Buzunova
254. Rosa uriensis Lagger & Puget ex Cottet
255. Rosa valentinae Galushko
256. Rosa vassilczenkoi Tkatsch.
257. Rosa veronikae Ker.-Nagy
258. Rosa viarum A. K. Skvortsov
259. Rosa villosa (Nyár.) Ciocarlan
260. Rosa virginiana Herrm.
261. Rosa webbiana Wall.
262. Rosa weisiensis T. T. Yu & T. C. Ku
263. Rosa willmottiae Hemsl.
264. Rosa woodsii Lindl.
265. Rosa xanthina Lindl.
266. Rosa yilanalpina S. S. Ying
267. Rosa yuyamensis Uyeki
268. Rosa zangezura Jarosch.
269. Rosa zhongdianensis T. C. Ku
270. Rosa zuvandica Gadzh.
271. Rosa × alba L.
272. Rosa × alpestris Rapin ex Reut.
273. Rosa × andrzeiowskii Steven ex Besser
274. Rosa × archipelagica Tchubar
275. Rosa × atlantica W. H. Lewis
276. Rosa × avrayensis Rouy & E. G. Camus
277. Rosa × barthae Ker.-Nagy
278. Rosa × belnensis Ozanon
279. Rosa × bengyana Rouy & L. C. Lamb.
280. Rosa × bigeneris Duffort ex Rouy
281. Rosa × binaloudensis Vaezi, Arjmandi & Sharghi
282. Rosa × bishopii Wolley-Dod
283. Rosa × biturigensis Boreau
284. Rosa × blinovskyana Kult.
285. Rosa × bolanderi Greene
286. Rosa × borhidiana Ker.-Nagy
287. Rosa × budensis Borbás
288. Rosa × campanulata Ehrh.
289. Rosa × canadensis W. H. Lewis
290. Rosa × caviniacensis Ozanon
291. Rosa × centifolia L.
292. Rosa × churchillii W. H. Lewis
293. Rosa × consanguinea Gren.
294. Rosa × coronata Crép. ex Wirtg.
295. Rosa × cottetii Lagger & Puget ex Cottet
296. Rosa × damascena Mill.
297. Rosa × dryadea Ripart ex Déségl.
298. Rosa × dulcissima Lunell
299. Rosa × engelmannii S. Watson
300. Rosa × fernaldiorum W. H. Lewis
301. Rosa × fertilis Kult.
302. Rosa × gilmaniana W. H. Lewis
303. Rosa × glaucoides Wolley-Dod
304. Rosa × grisebachii Boulanger
305. Rosa × hainesii W. H. Lewis
306. Rosa × harmsiana W. H. Lewis
307. Rosa × henryana W. H. Lewis
308. Rosa × hibernica Templeton
309. Rosa × hodgdonii W. H. Lewis
310. Rosa × housei Erlanson
311. Rosa × hyogoensis H. Ohba & S. Akiyama
312. Rosa × infesta Kmet ex Heinr. Braun
313. Rosa × involuta Sm.
314. Rosa × iwara Sieber ex Regel
315. Rosa × karakalensis Kult.
316. Rosa × kopetdagensis Meffert
317. Rosa × kosinsciana Besser
318. Rosa × kotschyana Boiss.
319. Rosa × longicolla Ravaud ex Rouy
320. Rosa × majorugosa Palmén & Hämet-Ahti
321. Rosa × makinoana Ohba
322. Rosa × margerisonii F. Lees
323. Rosa × mariaegraebneriae Asch. & Graebn.
324. Rosa × matraensis Borbás
325. Rosa × medioccidentis W. H. Lewis
326. Rosa × mikawamontana Mikanagi & H. Ohba
327. Rosa × misimensis Nakai
328. Rosa × molletorum Hesl.-Harr.
329. Rosa × molliformis Wolley-Dod
330. Rosa × momiyamae H. Ohba
331. Rosa × muennerstadtiana Feddes
332. Rosa × naumannii M. Schulze
333. Rosa × odorata (Andrews) Sweet
334. Rosa × oldhamii W. H. Lewis
335. Rosa × oligocarpa Rydb.
336. Rosa × oxyodontoides Galushko
337. Rosa × ozcelikii Korkmaz & Kandemir
338. Rosa × palustriformis (Rydb.) Voss
339. Rosa × paulii Rehder
340. Rosa × perthensis Rouy & E. G. Camus
341. Rosa × pervirens Gren. ex Crép.
342. Rosa × piptocalyx Juz.
343. Rosa × polliniana Spreng.
344. Rosa × pomazensis Degen ex Ker.-Nagy
345. Rosa × praegeri Wolley-Dod
346. Rosa × pseudorusticana Crép. ex W. M. Rogers
347. Rosa × pulcherrima Koidz.
348. Rosa × reversa Waldst. & Kit.
349. Rosa × richardii Rehder
350. Rosa × roopae Lonacz.
351. Rosa × rothschildii Druce
352. Rosa × rouyana Duffort ex Rouy
353. Rosa × sabinii J. Woods
354. Rosa × salaevensis Rapin
355. Rosa × scabriuscula Winch ex Sm.
356. Rosa × schischkinii Juz.
357. Rosa × schnetzii Feddes
358. Rosa × spaethiana Graebn.
359. Rosa × spinulifolia Dematra
360. Rosa × subbuschiana Husseinov
361. Rosa × subdola Déségl.
362. Rosa × suberecta (Woods) Ley
363. Rosa × suberectiformis Wolley-Dod
364. Rosa × sumneviczii Korotk.
365. Rosa × tephrophylla Gillot ex Rouy
366. Rosa × terebinthinacea Déségl.
367. Rosa × timbalii Crép. ex Rouy
368. Rosa × toddiae Wolley-Dod
369. Rosa × victoria-hungarorum Borbás
370. Rosa × victoriana W. H. Lewis
371. Rosa × vituperabilis Duffort ex Rouy
372. Rosa × warleyensis E. Willm.
373. Rosa × zalana Wiesb.

## Galerija
- Ruža jantarne boje
- Jesenji Damask [Četiri sezone]
- Ruža Peer Gynt (hibridna čajna ruža)
- Ružičasta Kina
- Perzijska ruža
- Rosa banksiae
- Rosa arvensis
- Rosa Borussia
- Ruža Molineux
- Abraham Darby
- Ruža Katja
- Ruža Heritage

## Vanjske poveznice
- Go Botany, Rosa
- GBIF, Rosa
- Prinosi hrvatskom nazivlju iz biljne sistematike